# Acalypha eriophylla
Acalypha eriophylla är en törelväxtart som beskrevs av John Hutchinson. Acalypha eriophylla ingår i släktet akalyfor, och familjen törelväxter. Inga underarter finns listade i Catalogue of Life.